# بليك هاتشسون
بليك هاتشسون هو شخصية أعمال كندي، ولد في 1962.